# Escudo de Sobrescobio
El escudo del concejo asturiano de Sobrescobio está partido en dos mitades.
- En el primer cuartel, nos muestra una torre sobre unas ondas fluviales en honor al río Nalón y al castillo de Villamorey, que tanto significó dentro de la vida del municipio.

- En el segundo cuartel partido, aparece reflejada la Cruz de la Orden de Santiago, en clara referencia a la dependencia que sufrió el concejo durante siglos por parte de esta merindad.

Al timbre corona real del Príncipe de Asturias. Actualmente el ayuntamiento toma esta representación como emblema, aun no estando sancionado legalmente. 